# Condado de Wayne (Tennessee)
O Condado de Wayne é um dos 95 condados do Estado americano do Tennessee. A sede do condado é Waynesboro, e sua maior cidade é Waynesboro. O condado possui uma área de 1 905 km² (dos quais 4 km² estão cobertos por água), uma população de 16 842 habitantes, e uma densidade populacional de 9 hab/km² (segundo o censo nacional de 2000). O condado foi fundado em 1785.